# Jules Roguin
Jules Louis Emanuel Roguin (* 17. September 1823 in Yverdon-les-Bains; † 6. Oktober 1908 in Plainpalais; heimatberechtigt in Yverdon-les-Bains) war ein Schweizer Politiker.

## Biografie
Roguin studierte Rechtswissenschaft an den Universitäten von Lausanne und Heidelberg. Er erlangte 1849 das Anwaltspatent.
Sein erstes politisches Amt nahm Roguin von 1852 bis 1862 als liberaler Grossrat des Kantons Waadt wahr. Dann wurde er 1862 in den Staatsrat des Kantons Waadt gewählt und stand dort dem Finanzdepartement vor. Er hatte in der Regierung bis 1866 Einsitz und wurde im selben Jahr wieder in den Grossen Rat gewählt. Dort blieb er nun bis 1874 und präsidierte das Parlament im Jahre 1869. Von 1870 bis 1874 war er Stadtpräsident von Yverdon-les-Bains, und von 1863 bis 1875 war er im Ständerat, welchem er 1864 und 1872 als Ständeratspräsident vorstand.
1867 kandidierte Roguin ohne Erfolg als Bundesrat. Von 1874 bis 1890 war er Bundesrichter und anschliessend von 1890 bis 1905 ausserordentlicher Professor für das öffentliche Recht an der Universität Genf. Weiter war er Verwaltungsrat der Rentenanstalt, von 1861 bis 1872 im Bankrat der Waadtländer Kantonalbank und von 1882 bis 1892 im Vorstand des Waadtländer Industrie- und Handelsvereins.
Ferner war Roguin Mitglied der Zofingia. In der Schweizer Armee war er Oberstleutnant der Infanterie.
Sein Grossvater war der Kaufmann und Bürgermeister von Yverdon-les-Bains Augustin Roguin.